# Česká pojišťovna Cup 2002
Hokejový turnaj byl odehrán od 5.9.2002 - do 8.9.2002 v Zlíně. Utkání Švédsko - Finsko se hrálo v Karlstadu (Švédsko).

## Výsledky a tabulka
|    |         | RUS    | CZE   | SWE     | FIN    | V | VP | PP | P | Skóre | B |
| 1. | Rusko   | Rusko  | 3:1   | 2:1 SN  | 0:1 PP | 1 | 1  | 1  | 0 | 5:3   | 6 |
| 2. | Česko   | 1:3    | Česko | 6:5     | 7:2    | 2 | 0  | 0  | 1 | 14:10 | 6 |
| 3. | Švédsko | 1:2 SN | 5:6   | Švédsko | 2:0    | 1 | 0  | 1  | 1 | 8:8   | 4 |
| 4. | Finsko  | 1:0 PP | 2:7   | 0:2     | Finsko | 0 | 1  | 0  | 2 | 3:9   | 2 |

| Tým 1   | Výsledek                 | Tým 2   | Zpráva |
| ------- | ------------------------ | ------- | ------ |
| Česko   | 1:3 (0:0,1:2,0:1)        | Rusko   | Zpráva |
| Švédsko | 2:0 (0:0,1:0,1:0)        | Finsko  | Zpráva |
| Švédsko | 1:2 SN (1:0,0:0,0:1,0:0) | Rusko   | Zpráva |
| Rusko   | 0:1 PP (0:0,0:0,0:0,0:1) | Finsko  | Zpráva |
| Finsko  | 2:7 (1:2,1:2,0:3)        | Česko   | Zpráva |
| Česko   | 6:5 (2:2,2:3,2:0)        | Švédsko | Zpráva |

## All-Star-Team
| Útočník | Radek Duda Česko - Ivan Nepryajev Rusko - Oleksandr Suglobov Rusko |
| Obránce | Denis Grebeshkov Rusko - Ronnie Sundin Švédsko                     |
| Brankář | Maxim Sokolov Rusko                                                |

### Nejlepší hráči
| Pozice  | Hráč          |
| ------- | ------------- |
| Brankář | Maxim Sokolov |
| Obránce | Ronnie Sundin |
| Útočník | Radek Duda    |